# Louise Renaud
Louise Renaud (Montreal, 3 de agosto de 1922 - Berkeley, 19 de octubre de 2020) fue una pintora y bailarina canadiense asociada con el movimiento automatista.

## Biografía
Se matriculó en la École des beaux-arts de Montréal en 1939 con su amiga Françoise Sullivan, primero tomando clases nocturnas y luego pasando a clases regulares. Fue en esta escuela donde conoció a Pierre Gauvreau en 1941, gracias a quien conoció a Paul-Émile Borduas, de quien asistió al estudio con varios otros artistas jóvenes. Del 1 al 9 de mayo de 1943, Louise Renaud y otros 22 artistas menores de treinta años, incluidos varios estudiantes de Borduas en la École du Meuble, participaron en la exposición Sagittarius en la Dominion Gallery, organizada por Maurice Gagnon, crítico de arte, bibliotecario y profesor de la École du Meuble, y que constituye un hito en la historia del movimiento Automatista.
La conferencia del artista Fernand Léger del 28 de mayo de 1943 en Montreal emocionó a Renaud y el otoño de ese mismo año, ella parte hacia Nueva York para convertirse en su alumna. Este proyecto no se materializó, pero Louise Renaud permaneció en Nueva York y trabajó como institutriz con los hijos de Pierre Matisse, hijo del pintor Henri Matisse, gracias a quien conoció a varios artistas. Tomó lecciones de iluminación y puesta en escena con Erwin Piscator en el Dramatic Workhop and Studio en Nueva York de 1943 a 1945. Gracias a sus contactos con exiliados franceses vinculados al surrealismo, Louise Renaud descubrió y compartió sus descubrimientos con sus amigos artistas de Montreal.
Es conocida como pintora, bailarina y diseñadora de iluminación, así como co-firmante del manifiesto global Refus escrito por Paul-Émile Borduas. Su marido, Francis Kloeppel, era editor del museo de Arte Moderno de Nueva York.
Louise Renaud es hermana de la coreógrafa Jeanne Renaud y de la escritora Thérèse Renaud.